# María Montecristo
María Montecristo es una película dramática mexicana de 1951 dirigida por Luis César Amadori y protagonizada por Zully Moreno, Arturo de Córdova y Carlos López Moctezuma.

## Argumento
Una mujer que viaja de ilegal en un barco cae al mar. Un médico la rescata, pero ella escapa y desaparece en un cementerio, solo para luego aparecer como una hermosa heredera de la alta sociedad.

## Reparto
- Zully Moreno como María Montecristo.
- Arturo de Córdova como Hugo Galarza.
- Carlos López Moctezuma como Ávila.
- Andrés Soler como Doctor Segura.
- Jorge Reyes como Miguelito.
- Lola Tinoco como Renee (como Dolores Tinoco).
- Felipe Montoya como Señor cura.
- Eduardo Arozamena como Profesor Fabré.
- Manuel Dondé como Lic. Suárez
- Pepe Martínez como Toño (como Pepito Martínez).
- Antonio R. Frausto como Tomás.
- José Muñoz como Boticario.
- Víctor Alcocer como Doctor.
- María Luisa Malvido (como Ma. Luisa Malvido)
- Jorge Arriaga
- Juan Orraca
- Manolo Noriega
- Ricardo Adalid como Mayordomo (no acreditado).
- Daniel Arroyo como Invitado a fiesta (no acreditado).
- Victorio Blanco como Hombre en procesión (no acreditado).
- Julio Daneri como Invitado a fiesta (no acreditado).
- Lidia Franco como Invitada a fiesta (no acreditada).
- Héctor Godoy (no acreditado).
- Carmen Guillén como Periodista (no acreditada).
- Salvador Lozano (no acreditado).
- Concepción Martínez como Invitada a fiesta (no acreditada).
- Héctor Mateos como Invitado a fiesta (no acreditado).
- Álvaro Matute como Invitado a fiesta (no acreditado).
- Kika Meyer como Chica en cena (no acreditada).
- Ignacio Peón como Invitado a fiesta (no acreditado).
- Salvador Quiroz (no acreditado).
- Félix Samper como Invitado a fiesta (no acreditado).
- Manuel Sánchez Navarro como Invitado a fiesta (no acreditado).